# Frances Robinson
Pour les articles homonymes, voir Robinson.
Frances Robinson (nom de scène de Marion Frances Ladd), née le 26 avril 1916 à New York (État de New York) et morte le 16 août 1971 à Los Angeles (Californie), est une actrice américaine.

## Biographie

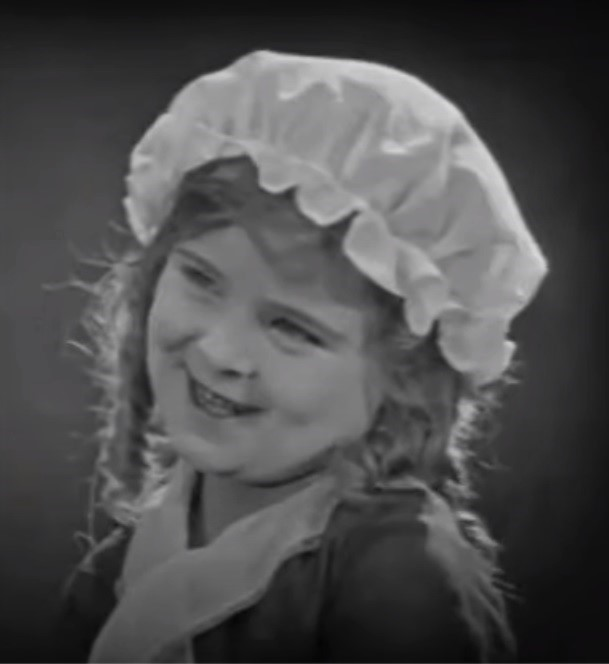
Dans Les Deux Orphelines (1921)

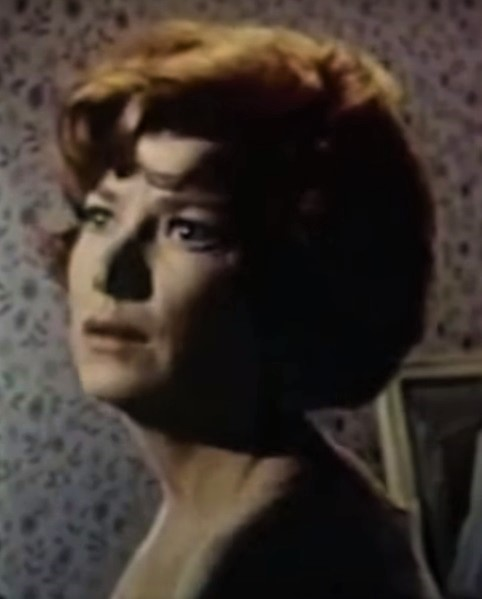
Dans Pleins phares (1964)

Au cinéma, Frances Robinson contribue à soixante-quatre films américains (dont des westerns B), depuis Les Deux Orphelines de D. W. Griffith (1921, avec Dorothy et Lillian Gish, film muet tourné à cinq ans, suivi par deux autres) jusqu'à Le Plus Heureux des milliardaires de Norman Tokar (1967, avec Fred MacMurray et Greer Garson).
Entretemps, mentionnons La Tour de Londres de Rowland V. Lee (1939, avec Basil Rathbone et Boris Karloff), Docteur Jekyll et M. Hyde de Victor Fleming (1941, avec Ingrid Bergman et Spencer Tracy), Du sang sur le tapis vert de Vincent Sherman (1950, avec Virginia Mayo et Gordon MacRae) et Les Séducteurs de Ralph Levy (1964, avec Marlon Brando et David Niven).
À la télévision américaine, outre un téléfilm diffusé en 1970, elle apparaît dans quarante-trois séries entre 1951 et 1970, dont Four Star Playhouse (deux épisodes, 1955), Le Choix de... (un épisode, 1956), Mike Hammer (un épisode, 1959) et Le Jeune Docteur Kildare (un épisode, 1963).
Elle collabore aussi à des émissions et séries radiophoniques durant sa carrière, dont Let George Do It (en) (série diffusée de 1946 à 1954).
Frances Robinson meurt prématurément en 1971, à 55 ans, d'une crise cardiaque.

## Filmographie partielle

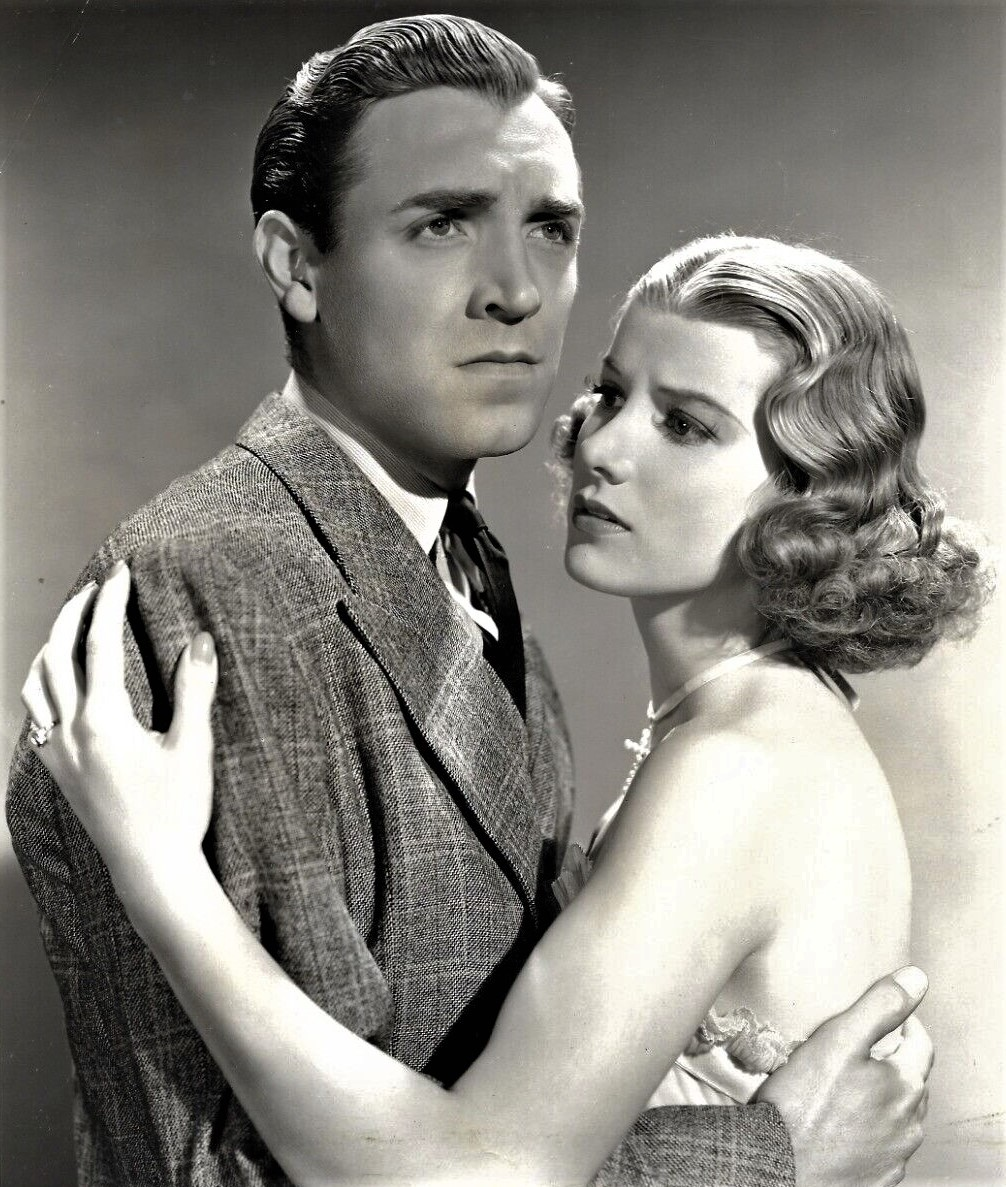
Avec Robert Paige, dans The Last Warning (1938)

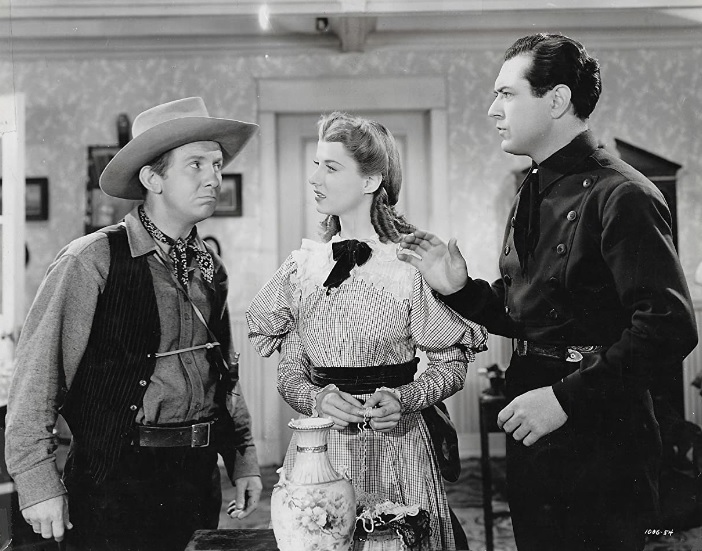
Fuzzy Knight, Frances Robinson et Johnny Mack Brown (de g. à d.), dans Desperate Trails (1939)

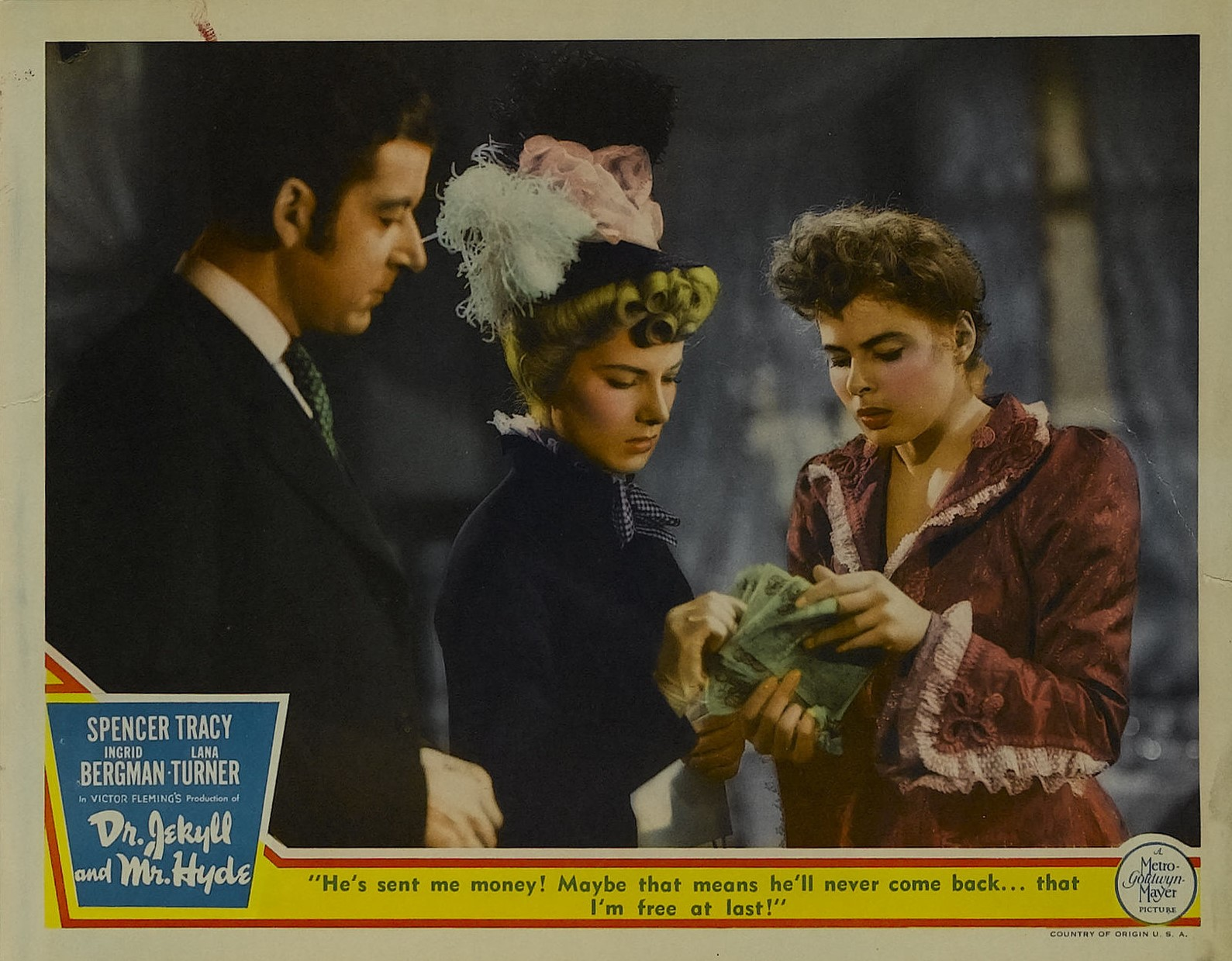
Denis Green, Frances Robinson et Ingrid Bergman (de g. à d.), dans Docteur Jekyll et M. Hyde (1941, poster promotionnel)

### Cinéma
- 1921 : Les Deux Orphelines (Orphans of the Storm) de D. W. Griffith : Henriette à cinq ans
- 1926 : Laddie (en) de James Leo Meehan : une enfant
- 1927 : The Climbers (en) de Paul L. Stein : la fille de la duchesse d'Arrogan
- 1935 : Laddie de George Stevens : une jeune femme
- 1935 : Imprudente Jeunesse (Reckless) de Victor Fleming : une chorus girl
- 1935 : L'Enfer (Dante's Inferno) d'Harry Lachman : une visiteuse du parc
- 1936 : One Rainy Afternoon de Rowland V. Lee : Clara
- 1937 : Les Aventures de Richard le Téméraire (en) (Tim Tyler's Luck) de Ford Beebe et Wyndham Gittens (serial) : Lora Lacey
- 1938 : Forbidden Valley (en) de Wyndham Gittens : Wilda Lanning
- 1938 : La Coqueluche de Paris (Rage in Paris) d'Henry Koster : une secrétaire
- 1938 : The Last Warning (en) d'Albert S. Rogell : Linda Essex
- 1938 : Service de Luxe (titre original) de Rowland V. Lee : une secrétaire
- 1939 : La Tour de Londres (Tower of London) de Rowland V. Lee : Duchesse Isobel
- 1939 : Desperate Trails (en) d'Albert Ray : Judith Lantry
- 1939 : Veillée d'amour (When Tomorrow Comes) de John M. Stahl : une serveuse
- 1940 : Joe, le roi des gangsters (en) (So You Won't Talk) d'Edward Sedgwick : Lucy Walters
- 1940 : Le Retour de l'homme invisible (The Invisible Man Returns) de Joe May : une infirmière
- 1941 : Docteur Jekyll et M. Hyde (Dr. Jekyll and Mr. Hyde) de Victor Fleming : Marcia
- 1941 : Les Hors-la-loi (en) (Outlaws of the Panhandle) de Sam Nelson : Doris Burnett
- 1941 : Chagrins d'amour (Smilin' Through) de Frank Borzage : Ellen
- 1944 : Les Nuits ensorcelées (Lady in the Dark) de Mitchell Leisen : la femme avec Randy
- 1947 : Keeper of the Bees (en) de John Sturges : Marcia MacFarlane
- 1947 : Ma femme, la capitaine (Suddenly, It's Spring) de Mitchell Leisen : Capitaine Rogers
- 1948 : La Naufragée (en) (I, Jane Doe) de John H. Auer : Dorothy Winston
- 1950 : Du sang sur le tapis vert (Backfire) de Vincent Sherman : Mme Blayne
- 1964 : Les Séducteurs (Bedtime Story) de Ralph Levy : Mlle Harrington
- 1964 : La Chatte au fouet (en) (Kitten with a Whip) de Douglas Heyes : Martha
- 1964 : Pleins phares (The Lively Set) de Jack Arnold : Celeste Manning
- 1967 : Le Plus Heureux des milliardaires (The Happiest Millionaire) de Norman Tokar : Tante Gladys

### Télévision
(séries, sauf mention contraire)
- 1955 : Schlitz Playhouse of Stars, saison 4, épisode 46 Visibility Zero de Robert Florey : Ellie Gorman
- 1955 : Four Star Playhouse, saison 4, épisode 8Looking Glass House (une invitée à la réception) de Roy Kellino et épisode 11 One Way Out (Connie) de Roy Kellino
- 1956 : Le Choix de... (Screen Directors Playhouse), saison unique, épisode 25 A Ticket for Thaddeus de Frank Borzage : Mme Preston
- 1957 : Circus Boy, saison 1, épisode 24 The Lady and the Circus de George Archainbaud : Rosemary Anderson
- 1959 : Mike Hammer (Mickey Spillane's Mike Hammer), saison 2, épisode 25 Bride and Doom de William Witney : Joyce Conroy
- 1963 : Le Jeune Docteur Kildare (Dr. Kildare), saison 3, épisode 10 The Pack Rat and the Prima Donna de Paul Wendkos : Lucille Terrander
- 1970 : A Storm in Summer, téléfilm de Buzz Kulik : Mme Parker[1]

## Note et référence
1. ↑  Rôle repris par Gillian Barber dans le remake téléfilmé de 2000 sous le même titre original (titre français : Une rencontre pour la vie).